# Утакмице фудбалске репрезентације Мађарске 1960.
Фудбалска репрезентација Мађарске је током 1960. године одиграла шест утакмица, све пријатељске. Победили смо Енглеску са 2 : 0, ремизирали против Југославије и Шкотске, али су од Белгије у гостима изгубили захваљујући погодцима тада седамнаестогодишњег Пол Ван Химста и Ханона, гол за Мађаре је постигао Тихи.
У новембру је екипа победила Пољску са 4 : 1, затим је на Непстадиону угостили селекцију Аустрије која је савладала првака Европе Совјетски Савез и репрезентацију Шпаније, коју је репрезентација Мађарске победила са 2 : 0.
Савезни селектор националног тима у овом периоду је био:
- Лајош Бароти

## Утакмице
| Мађарска       | 2 : 0 (0 : 0) | Енглеска |
| -------------- | ------------- | -------- |
| Алберт 51’ 76’ | Извештај      |          |

| Мађарска                          | 3 : 3 (1 : 1) | Шкотска                                  |
| --------------------------------- | ------------- | ---------------------------------------- |
| Шандор 20’ · Гереч 72’ · Тихи 91’ | Извештај      | 35’ Хантер · 64’ (аг) Далноки · 69’ Јанг |

| Мађарска  | 1 : 1 (1 : 1) | Југославија |
| --------- | ------------- | ----------- |
| Гереч 10’ | Извештај      | 70’ Костић  |

| Белгија                   | 2 : 1 (2 : 1) | Мађарска |
| ------------------------- | ------------- | -------- |
| Ван Химст 12’ · Ханон 20’ | Извештај      | 30’ Тихи |

| Мађарска                                   | 4 : 1 (2 : 0) | Пољска  |
| ------------------------------------------ | ------------- | ------- |
| Моноштори 20’ 40’ · Гереч 56’ · Шандор 65’ | Извештај      | 49’ Пол |

| Мађарска                  | 2 : 0 (0 : 0) | Аустрија |
| ------------------------- | ------------- | -------- |
| Гереч 75’ 40’ · Махош 90’ | Извештај      |          |

## Голгетери у 1960.
| Домаћин | Гост |

| - Флоријан Алберт - Карољ Шандор - Јанош Гереч - Лајош Тихи - Тивадар Моноштори - Ференц Махош |

## Извори и спољашње везе
- Dénes Tamás-Rochy Zoltán. A 700. után. Rochy és Társa. ISBN 963-04-7169-8.
- Rejtő László – Lukács László – Szepesi György: Felejthetetlen 90 percek. Budapest: Sportkiadó. 1977.  963-253-501-4
- Све утакмице репрезентације Мађарске
- Репрезентација Мађарске на фудбалској бази података
- Утакмице репрезентације Мађарске (1960)